# Sture Johnsson
Sture Göran Johnsson, född 27 september 1945 i Mölndal, är en svensk badmintonspelare. Han vann under 1960- och 1970-talen 14 SM-guld, varav 12 i singel och 2 i herrdubbel, och blev Europamästare 1968, 1970 och 1974.
Hans bror, Kurt Johnsson, var också en badmintonspelare och de båda möttes i SM-final tio år i rad mellan 1964 och 1973. Han vann även SM-guld 1964 och 1969.
Johnsson tävlade även vid Olympiska sommarspelen 1972 i München då badminton var en uppvisningssport.

## Klubbar
- Göteborgs Badmintonklubb (1958–1970)[2]
- Spårvägens GoIF (1970–1978)[2]
- Malmö FF (1978–1982)[2]